# نوکیا ئی۷۲
نوکیا ئی۷۲ یک‌نمونه از گوشی‌های تلفن همراه سری ئی شرکت نوکیا می‌باشد که توسط همین شرکت به بازار عرضه شده‌است.